# Discografia dei brani musicali dei BTS
La discografia dei brani musicali dei BTS, gruppo musicale sudcoreano, è formata dalle canzoni incise dal gruppo che sono entrate nelle classifiche musicali nazionali e internazionali, accompagnate dalle relative vendite e certificazioni.
I BTS hanno debuttato il 13 giugno 2013 con No More Dream dal primo singolo 2 Cool 4 Skool, che ha avuto un picco alla posizione 124 della classifica sudcoreana Circle Chart. Con Blood Sweat & Tears, apripista del secondo album in studio Wings uscito nell'ottobre 2016, hanno raggiunto per la prima volta il primo posto nelle classifiche in madrepatria.
| Titolo                                                                                      | Anno | Posizione massima settimanale | Posizione massima settimanale | Posizione massima settimanale | Posizione massima settimanale | Posizione massima settimanale | Posizione massima settimanale | Vendite                        | Certificazioni                                                                                       | Album                                            |
| Titolo                                                                                      | Anno | KOR                           | AUS                           | CAN                           | NZ                            | UK                            | US                            | Vendite                        | Certificazioni                                                                                       | Album                                            |
| ------------------------------------------------------------------------------------------- | ---- | ----------------------------- | ----------------------------- | ----------------------------- | ----------------------------- | ----------------------------- | ----------------------------- | ------------------------------ | --- | ------------------------------------------------ |
| No More Dream                                                                               | 2013 | 124                           | —                             | —                             | —                             | —                             | —                             | - KOR: 49 068 - US: 45 000     | | 2 Cool 4 Skool                                   |
| N.O                                                                                         | 2013 | 92                            | —                             | —                             | —                             | —                             | —                             | - KOR: 42 952                  | | O!RUL8,2?                                        |
| We On                                                                                       | 2013 | 368                           | —                             | —                             | —                             | —                             | —                             | - KOR: 3 590                   | | O!RUL8,2?                                        |
| If I Ruled the World                                                                        | 2013 | 373                           | —                             | —                             | —                             | —                             | —                             | - KOR: 3 478                   | | O!RUL8,2?                                        |
| Attack on Bangtan                                                                           | 2013 | 353                           | —                             | —                             | —                             | —                             | —                             | - KOR: 3 769                   | | O!RUL8,2?                                        |
| Satoori Rap                                                                                 | 2013 | 303                           | —                             | —                             | —                             | —                             | —                             | - KOR: 4 326                   | | O!RUL8,2?                                        |
| Intro: Skool Luv Affair                                                                     | 2014 | 246                           | —                             | —                             | —                             | —                             | —                             | - KOR: 4 595                   | | Skool Luv Affair                                 |
| Boy in Luv                                                                                  | 2014 | 45                            | —                             | —                             | —                             | —                             | —                             | - KOR: 204 742                 | | Skool Luv Affair                                 |
| Skit: Soulmate                                                                              | 2014 | 312                           | —                             | —                             | —                             | —                             | —                             | - KOR: 3 848                   | | Skool Luv Affair                                 |
| Where Did You Come From?                                                                    | 2014 | 156                           | —                             | —                             | —                             | —                             | —                             | - KOR: 11 950                  | | Skool Luv Affair                                 |
| Just One Day                                                                                | 2014 | 149                           | —                             | —                             | —                             | —                             | —                             | - KOR: 34 803                  | | Skool Luv Affair                                 |
| Tomorrow                                                                                    | 2014 | 180                           | —                             | —                             | —                             | —                             | —                             | - KOR: 6 808                   | | Skool Luv Affair                                 |
| BTS Cypher Pt. 2: Triptych                                                                  | 2014 | 208                           | —                             | —                             | —                             | —                             | —                             | - KOR: 5 606                   | | Skool Luv Affair                                 |
| Spine Breaker                                                                               | 2014 | 201                           | —                             | —                             | —                             | —                             | —                             | - KOR: 6 027                   | | Skool Luv Affair                                 |
| Jump                                                                                        | 2014 | 190                           | —                             | —                             | —                             | —                             | —                             | - KOR: 6 320                   | | Skool Luv Affair                                 |
| Outro: Propose                                                                              | 2014 | 231                           | —                             | —                             | —                             | —                             | —                             | - KOR: 4 977                   | | Skool Luv Affair                                 |
| Miss Right                                                                                  | 2014 | 43                            | —                             | —                             | —                             | —                             | —                             | - KOR: 67 954                  | | Skool Luv Affair Special Addition                |
| Like (Slow Jam Remix)                                                                       | 2014 | 232                           | —                             | —                             | —                             | —                             | —                             | - KOR: 7 080                   | | Skool Luv Affair Special Addition                |
| Intro: What Am I to You                                                                     | 2014 | 219                           | —                             | —                             | —                             | —                             | —                             | - KOR: 7 785                   | | Dark & Wild                                      |
| Danger                                                                                      | 2014 | 58                            | —                             | —                             | —                             | —                             | —                             | - KOR: 56 577                  | | Dark & Wild                                      |
| War of Hormone                                                                              | 2014 | 173                           | —                             | —                             | —                             | —                             | —                             | - KOR: 37 393                  | | Dark & Wild                                      |
| Hip Hop Lover                                                                               | 2014 | 196                           | —                             | —                             | —                             | —                             | —                             | - KOR: 9 102                   | | Dark & Wild                                      |
| Let Me Know                                                                                 | 2014 | 175                           | —                             | —                             | —                             | —                             | —                             | - KOR: 10 338                  | | Dark & Wild                                      |
| Rain                                                                                        | 2014 | 162                           | —                             | —                             | —                             | —                             | —                             | - KOR: 12 220                  | | Dark & Wild                                      |
| BTS Cypher Pt. 3: Killer (feat. Supreme Boi)                                                | 2014 | 199                           | —                             | —                             | —                             | —                             | —                             | - KOR: 8 707                   | | Dark & Wild                                      |
| Interlude: What Are You Doing?                                                              | 2014 | 252                           | —                             | —                             | —                             | —                             | —                             | - KOR: 7 376                   | | Dark & Wild                                      |
| Can You Turn Off Your Phone                                                                 | 2014 | 182                           | —                             | —                             | —                             | —                             | —                             | - KOR: 10 158                  | | Dark & Wild                                      |
| Blanket Kick                                                                                | 2014 | 163                           | —                             | —                             | —                             | —                             | —                             | - KOR: 12 164                  | | Dark & Wild                                      |
| 24/7=Heaven                                                                                 | 2014 | 175                           | —                             | —                             | —                             | —                             | —                             | - KOR: 10 505                  | | Dark & Wild                                      |
| Look Here                                                                                   | 2014 | 178                           | —                             | —                             | —                             | —                             | —                             | - KOR: 10 370                  | | Dark & Wild                                      |
| 2nd Grade                                                                                   | 2014 | 192                           | —                             | —                             | —                             | —                             | —                             | - KOR: 9 350                   | | Dark & Wild                                      |
| Outro: Does That Make Sense?                                                                | 2014 | 224                           | —                             | —                             | —                             | —                             | —                             | - KOR: 7 754                   | | Dark & Wild                                      |
| Intro: The Most Beautiful Moment in Life                                                    | 2015 | 110                           | —                             | —                             | —                             | —                             | —                             | - KOR: 22 056                  | | The Most Beautiful Moment in Life, Pt. 1         |
| I Need U                                                                                    | 2015 | 5                             | —                             | —                             | —                             | —                             | —                             | - KOR: 826 496 - US: 98 000    | - RIAJ: Oro - RMNZ: Oro                                                                              | The Most Beautiful Moment in Life, Pt. 1         |
| Hold Me Tight                                                                               | 2015 | 59                            | —                             | —                             | —                             | —                             | —                             | - KOR: 50 941                  | | The Most Beautiful Moment in Life, Pt. 1         |
| Skit: Expectation!                                                                          | 2015 | 128                           | —                             | —                             | —                             | —                             | —                             | - KOR: 15 095                  | | The Most Beautiful Moment in Life, Pt. 1         |
| Dope                                                                                        | 2015 | 44                            | —                             | —                             | —                             | —                             | —                             | - KOR: 360 349 - US: 100 000   | - RIAJ: Oro - RMNZ: Oro                                                                              | The Most Beautiful Moment in Life, Pt. 1         |
| Boyz with Fun                                                                               | 2015 | 80                            | —                             | —                             | —                             | —                             | —                             | - KOR: 33 096                  | | The Most Beautiful Moment in Life, Pt. 1         |
| Converse High                                                                               | 2015 | 70                            | —                             | —                             | —                             | —                             | —                             | - KOR: 42 309                  | | The Most Beautiful Moment in Life, Pt. 1         |
| Moving On                                                                                   | 2015 | 102                           | —                             | —                             | —                             | —                             | —                             | - KOR: 25 996                  | | The Most Beautiful Moment in Life, Pt. 1         |
| Outro: Love Is Not Over                                                                     | 2015 | 98                            | —                             | —                             | —                             | —                             | —                             | - KOR: 24 796                  | | The Most Beautiful Moment in Life, Pt. 1         |
| Intro: Never Mind                                                                           | 2015 | 50                            | —                             | —                             | —                             | —                             | —                             | - KOR: 44 443                  | | The Most Beautiful Moment in Life, Pt. 2         |
| Run                                                                                         | 2015 | 8                             | —                             | —                             | —                             | —                             | —                             | - KOR: 612 236                 | - MC: Platino - RIAA: Platino - RIAJ: Oro                                                            | The Most Beautiful Moment in Life, Pt. 2         |
| Butterfly                                                                                   | 2015 | 15                            | —                             | —                             | —                             | —                             | —                             | - KOR: 115 630                 | | The Most Beautiful Moment in Life, Pt. 2         |
| Whalien 52                                                                                  | 2015 | 31                            | —                             | —                             | —                             | —                             | —                             | - KOR: 83 432                  | | The Most Beautiful Moment in Life, Pt. 2         |
| Ma City                                                                                     | 2015 | 36                            | —                             | —                             | —                             | —                             | —                             | - KOR: 74 542                  | | The Most Beautiful Moment in Life, Pt. 2         |
| Silver Spoon                                                                                | 2015 | 44                            | —                             | —                             | —                             | —                             | —                             | - UK: 76 000 - KOR: 58 494     | | The Most Beautiful Moment in Life, Pt. 2         |
| Skit: One Night in a Strange City                                                           | 2015 | 74                            | —                             | —                             | —                             | —                             | —                             | - KOR: 32 799                  | | The Most Beautiful Moment in Life, Pt. 2         |
| Dead Leaves                                                                                 | 2015 | 35                            | —                             | —                             | —                             | —                             | —                             | - KOR: 76 029                  | | The Most Beautiful Moment in Life, Pt. 2         |
| Outro: House of Cards                                                                       | 2015 | 47                            | —                             | —                             | —                             | —                             | —                             | - KOR: 52 230                  | | The Most Beautiful Moment in Life, Pt. 2         |
| Fire                                                                                        | 2016 | 7                             | —                             | —                             | —                             | —                             | —                             | - KOR: 856 373 - US: 100 000   | - RIAJ: Oro                                                                                          | The Most Beautiful Moment in Life: Young Forever |
| Save Me                                                                                     | 2016 | 19                            | —                             | —                             | —                             | —                             | —                             | - KOR: 241 463 - US: 82 000    | - RIAJ: Oro - RMNZ: Oro                                                                              | The Most Beautiful Moment in Life: Young Forever |
| Epilogue: Young Forever                                                                     | 2016 | 29                            | —                             | —                             | —                             | —                             | —                             | - KOR: 103 724                 | | The Most Beautiful Moment in Life: Young Forever |
| House of Cards                                                                              | 2016 | 61                            | —                             | —                             | —                             | —                             | —                             | - KOR: 44 225                  | | The Most Beautiful Moment in Life: Young Forever |
| Love Is Not Over                                                                            | 2016 | 60                            | —                             | —                             | —                             | —                             | —                             | - KOR: 44 984                  | | The Most Beautiful Moment in Life: Young Forever |
| I Need U (Urban Mix)                                                                        | 2016 | 97                            | —                             | —                             | —                             | —                             | —                             | - KOR: 31 423                  | | The Most Beautiful Moment in Life: Young Forever |
| I Need U (Remix)                                                                            | 2016 | 122                           | —                             | —                             | —                             | —                             | —                             | - KOR: 25 720                  | | The Most Beautiful Moment in Life: Young Forever |
| Butterfly (Prologue Mix)                                                                    | 2016 | 57                            | —                             | —                             | —                             | —                             | —                             | - KOR: 44 247                  | | The Most Beautiful Moment in Life: Young Forever |
| Run (Ballad Mix)                                                                            | 2016 | 68                            | —                             | —                             | —                             | —                             | —                             | - KOR: 38 314                  | | The Most Beautiful Moment in Life: Young Forever |
| Run (Alternative Mix)                                                                       | 2016 | 128                           | —                             | —                             | —                             | —                             | —                             | - KOR: 23 391                  | | The Most Beautiful Moment in Life: Young Forever |
| Butterfly (Alternative Mix)                                                                 | 2016 | 162                           | —                             | —                             | —                             | —                             | —                             | - KOR: 23 873                  | | The Most Beautiful Moment in Life: Young Forever |
| Intro: Boy Meets Evil                                                                       | 2016 | 40                            | —                             | —                             | —                             | —                             | —                             | - KOR: 69 618                  | | Wings                                            |
| Blood Sweat & Tears                                                                         | 2016 | 1                             | —                             | 86                            | —                             | —                             | —                             | - KOR: 2 500 000 - US: 97 000  | - RIAA: Platino - RIAJ: Oro - RMNZ: Oro - BPI: Argento                                               | Wings                                            |
| Begin                                                                                       | 2016 | 27                            | —                             | —                             | —                             | —                             | —                             | - KOR: 90 526                  | | Wings                                            |
| Lie                                                                                         | 2016 | 19                            | —                             | —                             | —                             | —                             | —                             | - KOR: 129 428                 | | Wings                                            |
| Stigma                                                                                      | 2016 | 26                            | —                             | —                             | —                             | —                             | —                             | - KOR: 110 898                 | | Wings                                            |
| First Love                                                                                  | 2016 | 32                            | —                             | —                             | —                             | —                             | —                             | - KOR: 103 240                 | | Wings                                            |
| Reflection                                                                                  | 2016 | 38                            | —                             | —                             | —                             | —                             | —                             | - KOR: 82 068                  | | Wings                                            |
| Mama                                                                                        | 2016 | 37                            | —                             | —                             | —                             | —                             | —                             | - KOR: 97 929                  | | Wings                                            |
| Awake                                                                                       | 2016 | 31                            | —                             | —                             | —                             | —                             | —                             | - KOR: 105 382                 | | Wings                                            |
| Lost                                                                                        | 2016 | 28                            | —                             | —                             | —                             | —                             | —                             | - KOR: 126 846                 | | Wings                                            |
| BTS Cypher Pt. 4                                                                            | 2016 | 39                            | —                             | —                             | —                             | —                             | —                             | - KOR: 103 656                 | | Wings                                            |
| Am I Wrong                                                                                  | 2016 | 35                            | —                             | —                             | —                             | —                             | —                             | - KOR: 118 474                 | | Wings                                            |
| 21st Century Girl                                                                           | 2016 | 29                            | —                             | —                             | —                             | —                             | —                             | - KOR: 129 884                 | | Wings                                            |
| Two! Three! (Still Wishing There Will Be Better Days)                                       | 2016 | 34                            | —                             | —                             | —                             | —                             | —                             | - KOR: 116 773                 | | Wings                                            |
| Interlude: Wings                                                                            | 2016 | 43                            | —                             | —                             | —                             | —                             | —                             | - KOR: 55 318                  | | Wings                                            |
| Spring Day                                                                                  | 2017 | 1                             | —                             | 100                           | —                             | —                             | —                             | - KOR: 2 500 000 - US: 14 000  | - RIAJ: Platino - RIAA: Oro - RMNZ: Oro                                                              | You Never Walk Alone                             |
| Not Today                                                                                   | 2017 | 6                             | —                             | 77                            | —                             | —                             | —                             | - KOR: 258 206 - US: 12 000    | - RIAJ: Oro                                                                                          | You Never Walk Alone                             |
| Outro: Wings                                                                                | 2017 | 19                            | —                             | —                             | —                             | —                             | —                             | - KOR: 78 261 - US: 6 000      | | You Never Walk Alone                             |
| A Supplementary Story: You Never Walk Alone                                                 | 2017 | 15                            | —                             | —                             | —                             | —                             | —                             | - KOR: 87 532 - US: 8 000      | | You Never Walk Alone                             |
| Intro: Serendipity                                                                          | 2017 | 18                            | —                             | —                             | —                             | —                             | —                             | - KOR: 114 128                 | | Love Yourself: Her                               |
| DNA                                                                                         | 2017 | 2                             | 99                            | 47                            | —                             | 90                            | 67                            | - KOR: 2 500 000 - US: 96 000  | - RIAA: Platino - RIAJ: Platino - ARIA: Oro - RMNZ: Oro - BPI: Argento                               | Love Yourself: Her                               |
| Best of Me                                                                                  | 2017 | 7                             | —                             | —                             | —                             | —                             | —                             | - KOR: 298 321 - UK: 79 000    | - RIAJ: Oro                                                                                          | Love Yourself: Her                               |
| Dimple                                                                                      | 2017 | 10                            | —                             | —                             | —                             | —                             | —                             | - KOR: 158 239                 | - RIAJ: Oro - RMNZ: Oro                                                                              | Love Yourself: Her                               |
| Pied Piper                                                                                  | 2017 | 13                            | —                             | —                             | —                             | —                             | —                             | - KOR: 126 775                 | | Love Yourself: Her                               |
| Skit: Billboard Music Awards Speech                                                         | 2017 | 34                            | —                             | —                             | —                             | —                             | —                             | - KOR: 55 944                  | | Love Yourself: Her                               |
| Mic Drop (versione originale)                                                               | 2017 | 17                            | —                             | —                             | —                             | —                             | —                             | - KOR: 337 136                 | - RIAJ: Oro                                                                                          | Love Yourself: Her                               |
| Go Go                                                                                       | 2017 | 14                            | —                             | —                             | —                             | —                             | —                             | - KOR: 434 749 - UK: 101 000   | - RIAJ: Oro                                                                                          | Love Yourself: Her                               |
| Outro: Her                                                                                  | 2017 | 21                            | —                             | —                             | —                             | —                             | —                             | - KOR: 104 635                 | | Love Yourself: Her                               |
| Don't Leave Me                                                                              | 2017 | —                             | —                             | —                             | —                             | —                             | —                             | - US: 9 000 - JPN: 4 611       | - RIAJ: Oro                                                                                          | Face Yourself                                    |
| Crystal Snow                                                                                | 2017 | 94                            | —                             | —                             | —                             | —                             | —                             | - KOR: 31 543                  | - RIAJ: Oro                                                                                          | Face Yourself                                    |
| Intro: Singularity                                                                          | 2018 | 54                            | —                             | —                             | —                             | —                             | —                             |                                | | Love Yourself: Tear                              |
| Fake Love                                                                                   | 2018 | 1                             | 36                            | 22                            | 35                            | 42                            | 10                            | - KOR: 2 500 000 - US: 105 000 | - KMCA: Platino + Platino - RIAA: Platino - RIAJ: Platino - RMNZ: Platino - ARIA: Oro - BPI: Argento | Love Yourself: Tear                              |
| The Truth Untold (feat. Steve Aoki)                                                         | 2018 | 7                             | 100                           | —                             | —                             | —                             | —                             |                                | - RMNZ: Oro                                                                                          | Love Yourself: Tear                              |
| 134340                                                                                      | 2018 | 25                            | —                             | —                             | —                             | —                             | —                             |                                | | Love Yourself: Tear                              |
| Paradise                                                                                    | 2018 | 23                            | —                             | —                             | —                             | —                             | —                             |                                | | Love Yourself: Tear                              |
| Love Maze                                                                                   | 2018 | 28                            | —                             | —                             | —                             | —                             | —                             |                                | | Love Yourself: Tear                              |
| Magic Shop                                                                                  | 2018 | 32                            | —                             | —                             | —                             | —                             | —                             | - US: 18 000                   | - RIAJ: Oro                                                                                          | Love Yourself: Tear                              |
| Anpanman                                                                                    | 2018 | 22                            | —                             | —                             | —                             | —                             | —                             | - UK: 85 000                   | - RIAJ: Oro                                                                                          | Love Yourself: Tear                              |
| Airplane Pt. 2                                                                              | 2018 | 35                            | —                             | —                             | —                             | —                             | —                             |                                | | Love Yourself: Tear                              |
| So What                                                                                     | 2018 | 44                            | —                             | —                             | —                             | —                             | —                             |                                | | Love Yourself: Tear                              |
| Outro: Tear                                                                                 | 2018 | 65                            | —                             | —                             | —                             | —                             | —                             |                                | | Love Yourself: Tear                              |
| Euphoria                                                                                    | 2018 | 11                            | —                             | 86                            | —                             | —                             | —                             | - UK: 91 000 - US: 15 000      | - RIAJ: Platino - RMNZ: Oro                                                                          | Love Yourself: Answer                            |
| Trivia 起: Just Dance                                                                       | 2018 | 42                            | —                             | —                             | —                             | —                             | —                             | - US: 10 000                   | | Love Yourself: Answer                            |
| Serendipity (edizione estesa)                                                               | 2018 | 77                            | —                             | —                             | —                             | —                             | —                             | - US: 10 000                   | | Love Yourself: Answer                            |
| Trivia 承: Love                                                                             | 2018 | 56                            | —                             | —                             | —                             | —                             | —                             | - US: 10 000                   | | Love Yourself: Answer                            |
| Trivia 轉: Seesaw                                                                           | 2018 | 39                            | —                             | —                             | —                             | —                             | —                             | - US: 11 000                   | | Love Yourself: Answer                            |
| Epiphany                                                                                    | 2018 | 30                            | —                             | —                             | —                             | —                             | —                             | - US: 10 000                   | | Love Yourself: Answer                            |
| I'm Fine                                                                                    | 2018 | 14                            | —                             | 75                            | —                             | —                             | —                             | - US: 14 000                   | - RIAJ: Oro                                                                                          | Love Yourself: Answer                            |
| Idol (da soli o con la collaborazione di Nicki Minaj)                                       | 2018 | 1                             | 35                            | 5                             | —                             | 21                            | 11                            |                                | - KMCA: Platino + Platino - RIAA: Platino - RIAJ: Platino - ARIA: Oro - RMNZ: Oro - BPI: Argento     | Love Yourself: Answer                            |
| Answer: Love Myself                                                                         | 2018 | 24                            | —                             | —                             | —                             | —                             | —                             | - US: 10 000                   | - RIAJ: Oro                                                                                          | Love Yourself: Answer                            |
| Intro: Persona                                                                              | 2019 | 34                            | —                             | —                             | —                             | —                             | —                             | - US: 6 800                    | | Map of the Soul: Persona                         |
| Mikrokosmos                                                                                 | 2019 | 8                             | 92                            | 79                            | —                             | —                             | —                             | - US: 11 600                   | - RIAJ: Oro                                                                                          | Map of the Soul: Persona                         |
| Make It Right                                                                               | 2019 | 10                            | 89                            | 72                            | —                             | —                             | 95                            | - US: 9 100                    | - RIAJ: Oro                                                                                          | Map of the Soul: Persona                         |
| Home                                                                                        | 2019 | 16                            | 99                            | 75                            | —                             | —                             | —                             | - US: 8 700                    | | Map of the Soul: Persona                         |
| Jamais Vu                                                                                   | 2019 | 17                            | —                             | 95                            | —                             | —                             | —                             | - US: 7 100                    | | Map of the Soul: Persona                         |
| Dionysus                                                                                    | 2019 | 21                            | —                             | 88                            | —                             | —                             | —                             | - US: 7 800                    | - RIAJ: Argento                                                                                      | Map of the Soul: Persona                         |
| Heartbeat                                                                                   | 2019 | 62                            | —                             | 83                            | —                             | —                             | —                             |                                | | BTS World                                        |
| Interlude: Shadow                                                                           | 2020 | 48                            | —                             | —                             | —                             | —                             | —                             |                                | | Map of the Soul: 7                               |
| Filter                                                                                      | 2020 | 15                            | —                             | 88                            | —                             | —                             | 87                            | - US: 22 000                   | | Map of the Soul: 7                               |
| My Time                                                                                     | 2020 | 21                            | —                             | —                             | —                             | —                             | 84                            | - US: 24 000                   | | Map of the Soul: 7                               |
| Louder than Bombs                                                                           | 2020 | 36                            | —                             | —                             | —                             | —                             | —                             | - US: 11 000                   | | Map of the Soul: 7                               |
| Ugh!                                                                                        | 2020 | 34                            | —                             | —                             | —                             | —                             | —                             |                                | | Map of the Soul: 7                               |
| 00:00 (Zero O'Clock)                                                                        | 2020 | 6                             | —                             | —                             | —                             | —                             | —                             |                                | - RIAJ: Oro                                                                                          | Map of the Soul: 7                               |
| Inner Child                                                                                 | 2020 | 24                            | —                             | —                             | —                             | —                             | —                             | - US: 11 000                   | | Map of the Soul: 7                               |
| Friends                                                                                     | 2020 | 13                            | —                             | —                             | —                             | —                             | —                             | - US: 12 000                   | - RIAJ: Oro                                                                                          | Map of the Soul: 7                               |
| Moon                                                                                        | 2020 | 22                            | —                             | —                             | —                             | —                             | —                             |                                | | Map of the Soul: 7                               |
| Respect                                                                                     | 2020 | 47                            | —                             | —                             | —                             | —                             | —                             |                                | | Map of the Soul: 7                               |
| We are Bulletproof: the Eternal                                                             | 2020 | 38                            | —                             | —                             | —                             | —                             | —                             | - US: 11 000                   | | Map of the Soul: 7                               |
| Outro: Ego                                                                                  | 2020 | 51                            | —                             | —                             | —                             | —                             | —                             |                                | | Map of the Soul: 7                               |
| Fly To My Room                                                                              | 2020 | 22                            | —                             | 65                            | —                             | —                             | 69                            |                                | | Be                                               |
| Blue & Grey                                                                                 | 2020 | 24                            | —                             | 64                            | —                             | 66                            | 13                            |                                | - RIAJ: Oro                                                                                          | Be                                               |
| Skit                                                                                        | 2020 | 87                            | —                             | —                             | —                             | —                             | —                             |                                | | Be                                               |
| Telepathy                                                                                   | 2020 | 38                            | —                             | 70                            | —                             | —                             | 70                            |                                | | Be                                               |
| Dis-ease                                                                                    | 2020 | 48                            | —                             | 73                            | —                             | —                             | 72                            |                                | | Be                                               |
| Stay                                                                                        | 2020 | 43                            | —                             | 76                            | —                             | —                             | 22                            |                                | | Be                                               |
| Born Singer                                                                                 | 2022 | 83                            | —                             | —                             | —                             | —                             | 121                           |                                | | Proof                                            |
| Run BTS                                                                                     | 2022 | 86                            | —                             | —                             | —                             | —                             | 73                            |                                | - RIAJ: Oro                                                                                          | Proof                                            |
| For Youth                                                                                   | 2022 | 90                            | —                             | —                             | —                             | —                             | 110                           |                                | | Proof                                            |
| — indica che l'opera non si è classificata o che non è stata pubblicata in quel territorio. |      |                               |                               |                               |                               |                               |                               |                                | |                                                  |